# Trochalus quadrifoliatus
Trochalus quadrifoliatus är en skalbaggsart som beskrevs av Moser 1921. Trochalus quadrifoliatus ingår i släktet Trochalus och familjen Melolonthidae. Inga underarter finns listade i Catalogue of Life.